# Аль-Хорезмі
аль-Хорезмі (араб. الخوارزمي, al-Khwārizmī, «Хорезмієць»; близько 780 — близько 850) — перський математик із Аббасидського халіфату. Один із провідних діячів так званої золотої доби ісламу. Географ, історик та астроном. Голова ісламської академії — Дому мудрості у Багдаді (з 820). Вперше виділив алгебру як самостійну дисципліну (термін походить від назви однієї з його праць). Його ім'я дало назву терміну алгоритм (латинізоване аль-Хорезмі).
Аль-Хорезмі вперше в арабській літературі вжив назву «Русь» у праці «Книга картин землі», написаному між 836 і 847 роками, де йдеться, зокрема, про річку Друс (Данапрос — Дніпро), яка бере початок із гори Джабал-Рус.

## Ім'я
Точне ім'я математика невідоме. У джерелах зустрічається два імені:
- Абу Абдулла Мухаммад ібн Муса аль-Хорезмі (араб. ابو عبد الله محمد بن موسى الخوارزمي, Abū ʿAbdallāh Muḥammad ibn Mūsā al-Khwārizmī)
- Абу Джафар Мухаммад ібн Муса аль-Хорезмі (араб. ابو جعفر محمد بن موسی الخوارزمی, Abū Ja‘far Muḥammad ibn Mūsā al-Khwārizmī)

Коротке ім'я аль-Хорезмі є не іменем, а прізивськом — «Хорезмієць», що вказує на походження. У працях латинською мовою воно змінилося на Алгоритмі (лат. Algorithmi), від якого походить термін алгоритм.

## Біографія
Аль-Хорезмі народився в епоху великого культурного і наукового підйому імовірно в Хіві в регіоні Хорезм в 783 році. Ім'я аль-Хорезмі вказує на його батьківщину — середньоазійська держава Хорезм, а одне з прізвиськ ученого — аль-Маджусі — говорить про його походження із зороастрийських жерців — магів (арабський «маджус»). Початкову освіту він здобув у видатних учених Мавераннахра та Хорезма. На батьківщині він познайомився з індійською та грецькою наукою, а в Багдад він потрапив уже цілком сформованим ученим.
У 819 році аль-Хорезмі переїхав у передмістя Багдада, Каттраббула. У Багдаді він провів значний період свого життя, очолюючи за халіфа аль-Мамуна (813—833) «Будинок Мудрості» (араб. «Байт аль-хікма»). До того, як стати халіфом, аль-Мамун був намісником східних провінцій Халіфату, і не виключено, що з 809 року аль-Хорезмі був одним із придворних вчених аль-Мамуна. В одному зі своїх творів аль-Хорезмі з похвалою відгукнувся про аль-Мамуна, відзначаючи його «любов до науки та прагнення наближати до себе вчених, простягаючи над ними крило свого заступництва і допомагаючи їм у роз'ясненні того, що для них неясно, і в полегшенні того, що для них важко».
«Будинок мудрості» був своєрідною Академією наук, де працювали вчені з Сирії, Єгипту, Ірану, Хорасана та Мавераннахра. У ній знаходилася бібліотека з великою кількістю старовинних рукописів та астрономічна обсерваторія. Тут арабською мовою було перекладено багато грецьких філософських і наукових праць. Водночас там працювали Хаббаш аль-Хасіб, аль-Фергані, Ібн Турк, аль-Кінді та інші видатні вчені.
На замовлення халіфа аль-Мамуна аль-Хорезмі працював над створенням інструментів для вимірювання об'єму та довжини кола землі. У 827 році в пустелі Синджар аль-Хорезмі брав участь у вимірюванні довжини градуса дуги земного меридіана з метою уточнити величину кола Землі, знайдену в давнину. Вимірювання, зроблені в пустелі Синджар залишалися неперевершеними за точністю протягом 700 років.
Приблизно 830 року Мухаммад ібн Муса аль-Хорезмі створив перший відомий трактат з алгебри. Аль-Хорезмі присвятив два свої твори халіфу аль-Мамуну, який опікувався вченими Багдада.
За халіфа аль-Васіка (842—847) аль-Хорезмі очолював експедицію до хазар. Остання згадка про нього відноситься до 847 року, коли помер халіф аль-Ватік. Аль-Хорезмі згадується серед осіб, які були присутні при його смерті. Заведено вважати, що він помер у 850 році.

## Твори

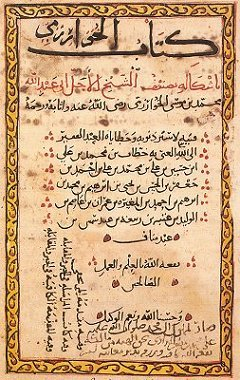
Сторінка Алгебри Аль-Хорезмі

Вважається встановленим, що Аль-Хорезмі був автором 9 творів:
- Книга про індійську арифметику (або Книга про індійський рахунок);
- Коротка книга про числення алгебри і алмукабали;
- Астрономічні таблиці (зідж);
- Книга картини Землі;
- Книга про побудову астролябії;
- Книга про дії за допомогою астролябії;
- Книга про сонячний годинник;
- Трактат про визначення ери євреїв і їх свята;
- Книга історії.

З цих книг до нас дійшли тільки 7 — у вигляді текстів або самого Аль-Хорезмі або його арабських коментаторів, або в перекладах на латину.
Він написав перший порадник з арифметики, оснований на позиційному принципі. Крім того, збереглися його трактати про алгебру і про календар. Мухаммед написав відому книгу «Кітаб аль-джебр ва-ль-мукабала» — «Книга про відновлення і зіставлення» (присвячена способам розв'язку лінійних і квадратних рівнянь), від назви якої утворилося слово «алгебра». Трактат з алгебри також включає розділ з геометрії, тригонометричні таблиці і таблиці широт і довгот міст.

### Математика
Твір Аль Хорезмі про арифметику зіграв надзвичайно важливу роль в історії математики. І хоча його справжній арабський текст втрачено, зміст відомий у латинському перекладі XII ст., єдиний рукопис якого зберігається в Кембриджі. У цьому творі вперше подано систематичний виклад арифметики, заснованої на десятковій позиційній системі числення. Переклад починається словами «Dixit Algorizmi» (сказав Алгорізмі). У латинській транскрипції ім'я Аль-Хорезмі звучало як Algorizmi або Algorizmus, а оскільки твір про арифметику був дуже популярний в Європі, ім'я автора стало прозивним — середньовічні європейські математики так називали арифметику, засновану на десятковій позиційній системі числення. Пізніше так називали всяку систему обчислень за певним правилом, тепер термін «алгоритм» означає послідовність вказівок, що задає процес обчислень, що починається з довільних початкових даних і направлений на отримання результату, який повністю визначається цими початковими даними.
Книга алгебри Аль-Хорезмі (Китаб мухтасаб ал-джабр і ва-л-мукабала) складається з двох частин — теоретичної (теорія розв'язання лінійних і квадратних рівнянь, деякі питання геометрії) і практичної (застосування методів алгебри в розв'язанні господарський-побутових, торгових і юридичних завдань — ділення спадку, складання заповітів, розділ майна, різні операції, вимірювання земель, будівництво каналів). Слово ал-джабр (заповнення) означало перенесення негативного члена з однієї частини рівняння в іншу, і саме з цього терміну виникло сучасне слово «алгебра». Ал-мукабала (зіставлення) — скорочення рівних членів в обох частинах рівняння. Успадковане від східних математиків вчення про лінійні і квадратні рівняння стало основою розвитку алгебри в Європі.
Після введення натуральних чисел, аль-Хорезмі звертає основну увагу в першій частині книги на розв'язання рівнянь. Розглядаючи лінійні і квадрадні рівняння, він використовує поняття числа, кореня x та квадрату x2. У нижченаведеному прикладі використовуються сучасні позначення, щоб допомогти читачу зрозуміти основні ідеї, слід зауважити, що у своїх роботах аль-Хорезмі не використовував жодних символів, лише слова.
Латинський переклад сторінки, яка починається зі слів Діксіт алгоритми
Спочатку потрібно звести рівняння до однієї з шести нормальних форм:
- Квадрати рівні кореням (ax2 = bx).
- Квадрати рівні числу (ax2 = c).
- Корені дорівнюють числу (bx = c).
- Квадрати і корені рівні числу (ax2 + bx = c)
- Квадрати і числа, рівні кореню (ax2 + c = bx)
- Корені і числа, рівні квадрату (bx + c = ax2)

Геометрична частина трактату присвячена, переважно, вимірюванню площ і об'ємів геометричних фігур (трикутник, квадрат, ромб, паралелограм, званий ромбоїдом, коло, сегмент кола, чотирикутник з різними сторонами і кутами, паралелепіпед, круговий циліндр, призма, конус).

### Астрономія та хронологія
Провідне місце серед точних наук на середньовічному Сході займала астрономія як одна з найнеобхідніших на практиці наук, без неї не можна було обійтися ні в зрошуваному землеробстві, ні в морській і в сухопутній торгівлі. До IX ст. відносяться перші самостійні праці з астрономії на арабською мовою, особливе місце серед них займали зіджі — збірки астрономічних і тригонометричних таблиць (у той час тригонометрія була частиною астрономії), за допомогою цих таблиць обчислювалися положення світил на небесній сфері, сонячні та місячні затемнення. Вони служили й для вимірювання часу. До перших зіджів належить зідж Аль-Хорезмі, який починався розділом про хронологію і календар — це було дуже важливо для практичної астрономії, оскільки різні народи в різний час користувалися різними календарями, а при спостереженнях важливе датування. Існували місячні, сонячні та місячний-сонячні календарі й початок літочислення в різних системах відносилося до довільно вибраної події. Це приводило до безлічі різних ер, у різних народів одна і та ж подія датувалася по-різному, відповідно до прийнятої у них ери. Аль-Хорезмі описував арабський місячний календар, юліанський календар — календар «румів» (римлян і візантійців). Зіставляв він і різні ери, серед них одна з якнайдавніших, таких, що існували в Індії, «залізна доба», яку Аль-Хорезмі називав «ерою потопу» з початком в 3101 до н. е. Селевкидська ера або «ера Олександра» (Селевк — один з полководців Олександра Македонського) починалася 1 жовтня 312 до н.е. Прийнята в ісламських країнах ера хіджри (переселення) починалась 16 липня 622 — день переселення Мухаммеда з Мекки до Медини. Розглядав він і християнську та іспанську ери дані й правила перекладу дат з однієї ери в іншу.
Важлива і книга Аль-Хорезмі про астролябію — основний інструмент астрономічних вимірювань того часу.

### Тригонометрія
Zīj as-Sindhind Аль-Хорізмі містив таблиці для тригонометричних функцій синусів і косинусів. Йому ж приписують трактат про сферичну тригонометрію.
Аль-Хорізмі створив точні таблиці синусів і косинусів, а також першу таблицю тангенсів.

### Географія
З працями з математики та астрономії були пов'язані і його твори з географії. Аль-Хорезмі вважається автором першого твору з математичної географії. Він вперше арабською мовою описав відому на той час жилу частину Землі, дав карту з координатами найважливіших населених пунктів, з морями, океанами, горами, річками. Багато в чому він спирався на грецькі твори (Географія Птолемея), але його Книга картини Землі — не просто переклад творів попередників, а оригінальна праця, що містить багато нових даних. Він організував наукові експедиції до Візантії, Хозарії, Афганістану, під його керівництвом була обчислена (дуже точно на ті часи) довжина одного градуса земного меридіана. Але головні його наукові досягнення пов'язані з математикою.
Аль-Хорізмі виправив сильно завищене Птолемеєм значення довжини Середземного моря від Канарських островів до східних берегів Середземного моря; Птолемей переоцінив її на 63 градуси довготи, тоді як аль-Хорізмі майже правильно оцінив її майже на 50 градусів довготи. Він «зобразив Атлантичний та Індійський океани відкритими водоймами, а не як моря, що не мають виходу до моря, як це зробив Птолемей». Таким чином, початковий меридіан Аль-Хорізмі на Щасливих островах знаходився приблизно на 10° на схід від лінії, яку використовували Марін і Птолемей. Більшість середньовічних мусульманських довідників продовжували використовувати початковий меридіан аль-Хорізмі.

### Єврейський календар
Аль-Хварізмі написав ще кілька праць, зокрема трактат про єврейський календар під назвою Risāla fi istikhrāj ta'rīkh al-yahūd (араб. رسالة في إستخراج تأريخ اليهود, «Видобуток єврейської ери»). У ній описано цикл Метона, 19-річний інтеркаляційний цикл; правила визначення, на який день тижня припадає перший день місяця Тішрей; обчислює інтервал між Anno Mundi або єврейським роком та ерою Селевкідів; і дає правила визначення середньої довготи сонця і місяця за єврейським календарем. Подібний матеріал міститься в роботах Аль-Біруні та Маймоніда.

## Інші роботи
Кілька арабських рукописів у Берліні, Стамбулі, Ташкенті, Каїрі та Парижі містять додатковий матеріал, що з впевненістю або з деякою ймовірністю належить аль-Хорезмі. Стамбульский рукопис містить статтю про сонячні годинники, про яку згадує Ібн аль-Надим у своїй Кітаб аль-Фіхрішт (індекс книг арабською). Інші статті, такі як про визначення напрямку до Мекки, стосуються сферичної астрономії.
Особливого інтересу заслуговують два тексти про широту сходження (Maʿrifat saʿat al-mashriq fī kull balad) та визначення азимуту з висоти (Maʿrifat al-samt min qibal al-irtifāʿ).
Він також написав дві книги з використання та будівництва астролябії. Крім того, у Фіхрішт згадується Кітаб ар-Рукхама («Книга про сонячний годинник») і Кітаб аль-Таріх (Книга історії), однак ці дві книги були втрачені.

## Особистість
Відомостей про життя вченого збереглося вкрай мало. Дуглас Мортон Данлоп припускає, що Мухаммад ібн Муса аль-Хорезмі міг бути тією самою людиною, що й Мухаммад ібн Муса ібн Шакір, старший із трьох братів Бану Муса.
Ат-Табарі писав про аль-Хорезмі, використовуючи епітет «аль-Маджусі», тобто маг, з цього робиться висновок, що він походив із роду зороастрійських жерців. Проте, щодо релігії самого аль-Хорезмі, історик науки Джеральд Тумер зазначає, що:

<… > благочестива передмова до «Алгебри» аль-Хорезмі показує, що він був правовірним мусульманином, тому епітет ат-Табарі міг означати трохи більше, що його предки і, можливо, він у юності були зороастрійцями

## Пам'ять
С 16 по 22 октября 1979 года, по инициативе Дональда Кнута и Андрея Ершова при поддержке Академии наук СССР и Академии наук Узбекской ССР, в городе Ургенч в Узбекистане состоялся Международный симпозиум «Алгоритмы в современной математике и её приложениях», посвящённый 1100-летию термина «алгоритм».
- 1983 року в Узбекистані широко відзначалося 1200-річчя аль-Хорезмі.
- З 1987 року вручається Міжнародна премія Хорезмі.
- У Хіві на честь аль-Хорезмі встановлено пам'ятник.
- У Ташкенті (Узбекистан) на честь аль-Хорезмі названо масив та вулицю.
- Вулиця Аль-Хорезмі в Дашогузі, Туркменістан.
- Ургенчський державний університет імені Аль-Хорезмі у місті Ургенч (1991—2017).
- Університет імені Хорезмі в Ірані.
- З 2017 року Ташкентський університет інформаційних технологій носить ім'я аль-Хорезмі.[31]
- Аль-Хорезмі (кратер) — Кратер на зворотному боці Місяця.[32]
- 13498 Аль-Хорезмі — астероїд головного поясу, відкритий 6 серпня 1986 року Е. В. Ельстом і В. Г. Івановою в Смоляні.[33]
- 11156 Аль-Хорезмі — астероїд головного поясу, відкритий 31 грудня 1997 року П. Г. Комба в Прескотті.[34][35]